# Gromada Trapez
Gromada Trapez (również θ Orionis) – gromada otwarta leżąca w sercu Wielkiej Mgławicy w Orionie, w gwiazdozbiorze Oriona.
Początkowo została sklasyfikowana jako gwiazda θ Orionis. Jako gromada została odkryta przez Galileusza, który 4 lutego 1617 roku narysował zarys 3 gwiazd (A, C, D), lecz bez otaczającej je mgławicy. Odkrycie to nie zostało opublikowane za jego życia. Czwarty składnik (B) został zaobserwowany przez wielu obserwatorów w 1673 roku. Do 1888 roku znanych już było osiem gwiazd. Z czasem kilka z nich określono jako układy podwójne. W roku 1931 Robert Trumpler zauważył, że gwiazdy znajdujące się w obrębie Trapezu tworzą gromadę. On też zaproponował jej nazwę.

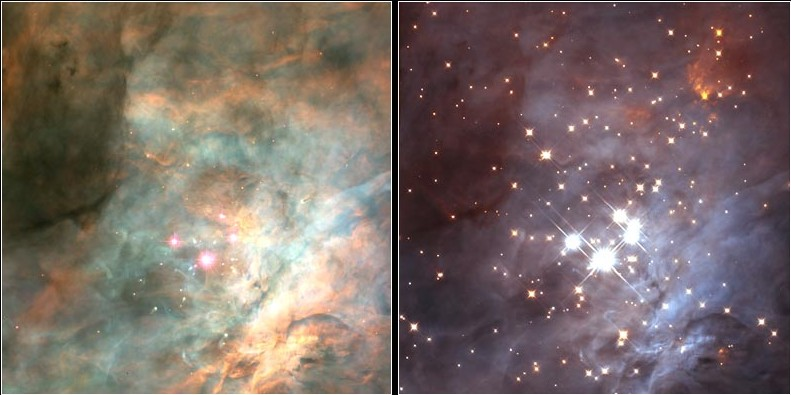
Porównanie zdjęć Gromady Trapez w świetle widzialnym i podczerwieni

Jest to stosunkowo młoda gromada, powiązana bezpośrednio z mgławicą. Pięć najjaśniejszych gwiazd tej gromady ma masę rzędu 15–30 mas Słońca i leży w obrębie 1,5 ly, oświetlając otaczającą mgławicę. Gromada Trapez może być częścią większej gromady w Wielkiej Mgławicy w Orionie, składającej się z około 2000 gwiazd położonych w obszarze o średnicy 20 lat świetlnych.

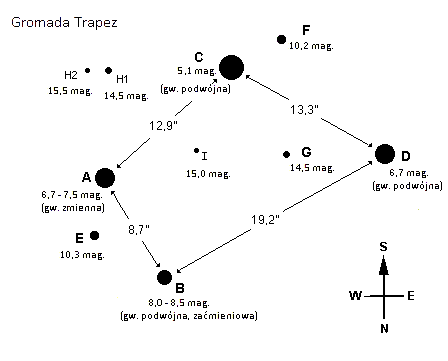
Schemat gwiazd Gromady Trapez

Nazwa gromady pochodzi od układu czterech najjaśniejszych składników przypominającego trapez. Zostały one określone jako A, B, C oraz D w kolejności rosnącej rektascensji. Składniki A oraz B zostały zidentyfikowane jako gwiazdy zmienne zaćmieniowe. Najjaśniejszym z czterech głównych składników jest C, oficjalnie nazwana theta1 Orionis C, o jasności wizualnej 5,13m. W 2009 roku stwierdzono, że jest ona ciasnym układem podwójnym.
Obrazy gromady Trapez wykonane w podczerwieni lepiej penetrują otaczające chmury pyłu i ukazują o wiele więcej gwiazd. Około połowy gwiazd w gromadzie posiada dyski protoplanetarne, w których mogą formować się planety. Ponadto zidentyfikowano brązowe karły oraz gwiazdy o niewielkiej masie.